# Pierdomenico Baccalario
Pierdomenico Baccalario (ur. 6 marca 1974 w miasteczku Acqui Terme wł. Domenico Baccalario) – włoski pisarz, tworzący głównie literaturę dla młodzieży. Jest twórcą gier fabularnych i scenarzystą gier wideo.

## Twórczość

### SeriaUlysses Moore
- Wrota Czasu (wł. La porta del tempo), wydane w 2004 roku.
- Antykwariat ze Starymi Mapami (wł. La bottega delle mappe dimenticate), wydany w 2005 roku.
- Dom Luster (wł. La casa degli specchi), wydany w 2005 roku.
- Wyspa Masek  (wł. L'isola delle maschere), wydana w 2006 roku.
- Kamienni Strażnicy (wł. I guardiani di pietra), wydani w 2006 roku.
- Pierwszy Klucz (wł. La prima chiave), wydany w 2007 roku.
- Ukryte Miasto (wł. La città nascosta), wydane w 2009 roku.
- Mistrz Piorunów  (wł. Il maestro di fulmini), wydany w 2009 roku.
- Labirynt Cienia (wł. Il labirinto d'ombra), wydany w 2010 roku
- Lodowa Kraina (wł. Il paese di ghiaccio), wydana w 2010 roku.
- Ogród Popiołu (wł. Il giardino di cenere), wydany w 2011 roku.
- Klub Podróżników z Wyobraźni (wł. Il club dei viaggiatori immaginari), wydany w 2011 roku.
- Statek Czasu (wł. La nave del tempo), wydany w 2013 roku (2014 w Polcsce).
- Podróż do Mrocznych Portów (wł. Viaggio nei porti oscuri), wydany w 2015 roku.
- Piraci z Mórz z Wyobraźni (wł. I pirati dei mari immaginari), wydany w 2014 roku.
- Wyspa Buntowników (wł. L'Isola dei ribelli), wydany w 2015 roku (2019 w Polsce).
- Godzina bitwy (wł. L'ora della battaglia), wydany w 2015 roku (2021 w Polsce).
- Wielkie lato (wł. La grande estate), wydany w 2016 roku (2021 w Polsce).

To opowieści o dzieciach, które przeprowadzają się do tajemniczego miasteczka, Kilmore Cove, gdzie zamieszkują w starej Willi Argo, której dawnym właścicielem był Ulysses Moore. Znajdują tam Wrota Czasu, prowadzące do wielu miejsc na Ziemi, w wielu epokach. Postanawiają zebrać wszystkie klucze do drzwi w całym miasteczku i rozwikłać zagadkę Ulyssesa Moore’a i jego magicznych portali. Na przeszkodzie stoi Obliwia Newton, która chce się na Wrotach Czasu wzbogacić. Rick, Julia i Jason muszą stawić czoła niebezpieczeństwu i zdobyć wszystkie klucze, prędzej niż Obliwia.
Sześć kolejnych części opowiadają o historii Anity, która musiała przeprowadzić się do weneckiego miasteczka, gdzie spotyka Tommiego, który dzieli się z nią informacjami na temat Ulyssesa Moore’a i jego zapisków. Oni również chcą rozwikłać zagadkę „nieistniejącego” miasta Kilmore Cove i Wrót Czasu. W końcu spotykają trójkę głównych bohaterów. Próbują ocalić ostatnią mieszkankę kraju który umiera i podróżują do Arkadii.

### SeriaCentury
- Century: Ognisty pierścień, wydany 29 lutego 2008 roku.
- Century: Kamienna Gwiazda, wydana 13 czerwca 2008 roku.
- Century: Miasto Wiatru, wydane 19 września 2008 roku.
- Century: Pierwotne Źródło, wydane 14 stycznia 2009 roku.

Seria opowiada o historiach czterech nastoletnich przyjaciół, różnych narodowości, którzy spotkali się całkiem przez przypadek – Włoszki Elektry, Amerykanina Harveya, Francuzki Mistral i Chinczyka Shenga. Odkrywają, że razem muszą wypełnić przepowiednię – podpisać pakt z naturą, jak to się dzieje co sto lat. Pomagają im w tym wybrańcy ostatniego Century oraz ich przyjaciel Ermete. Muszą jednak stawić czoła Pustelnikowi Diabłu (Hermit Devil), który nasyła na nich swoich ludzi, by jako pierwszy rozwikłać zagadkę. Czy przyjaciołom uda się odnowić przysięgę i nie doprowadzić do złamania paktu?

### SeriaWill Moogley. Agencja Duchów
- Pięciowidmowy Hotel, wydany 24 kwietnia 2009 roku.
- Wstrząsająca Rodzinka, wydana 19 czerwca 2009 roku.
- Duch Drapacza Chmur, wydany 26 czerwca 2010 roku.
- Anche i fantasmi tremano (2009)
- Un mostro a sorpresa (2009)
- Il re del brivido (2010)
- Terrore in casa Tupper (2010)

### SeriaNa tropie sensacji
Seria powieści dla dzieci powstała przy współpracy z Alessandro Gatti.
- Kieliszek trucizny, wydany 4 listopada 2011 roku.
- Magiczna zagadka, wydana 22 lutego 2012 roku.
- Skradziony obraz, wydana 17 września 2012 roku.
- Vacanza con delitto (2010)
- La baronessa nel baule (2010)
- Il mistero del quaderno cinese (2011)
- Lo scheletro sotto il tetto (2011)

### SeriaSklepik Okamgnienie
- Walizka pełna gwiazd, wydana w 2013 roku.
- Busola snów, wydana w 2014 roku.
- Mapa przejść, wydana w 2015 roku.
- Złodziejka luster, wydana w 2016 roku.

### SeriaCyboria
- Cyboria. Przebudzenie Galena
- Cyboria. Ultima fermata: Fine del mondo
- Cyboria. Il re dei lumi

Pierwsza książka opowiada historię Ottona, dostaje on od swojego dziadka na łożu śmierci tajemnicze pudełko. Podążając za wskazówkami w nim zawartymi próbuje odnaleźć ukryte miasto Cyborię.

### KsiążkaDziennik zakochanej nastolatki
Napisana we współpracy z Eleną Peduzzi, opowiada o wakacjach 16-letniej dziewczyny imieniem Greta, spędzonych poza domem (na Elbie), gdzie spotyka swoją pierwszą miłość. Greta opisuje swoje uczucia, w dzienniku, którego ostatnią stronę wyrywa. Kilka miesięcy później jej notes trafia w ręce poszukującego natchnienia pisarza. Autor stara się dociec jak zakończyła się jej wakacyjna miłość.

### KsiążkaBiblia w 365 opowiadaniach
Zbiór pięknie ilustrowanych opowieści biblijnych snutych przez bohaterów poszczególnych ksiąg Pisma Świętego. Historia Zbawienia przedstawiona jest oczami Adama, Dawida, apostołów, czy szatana i wielu innych bohaterów biblijnych. Wprowadzenia do części opartych na księgach Starego i Nowego Testamentu napisał Anzelm Grün.

### KsiążkaHistoria prawdziwa kapitana Haka
28 kwietnia 1829 roku w Windsorze rodzi się dziecko, które może odmienić losy Anglii. To nieślubny syn króla Jerzego IV i z tego powodu niemowlę i jego matka muszą natychmiast opuścić dwór. James Fry wchodzi na pokład statku, gdy ma zaledwie trzynaście lat i od tego momentu rozpoczyna życie pirata – wkrótce stanie się najbardziej poszukiwanym człowiekiem imperium brytyjskiego. Ten wyjęty spod prawa wygnaniec ma przy sobie stary zegarek – klucz do swojej przeszłości. Do historii przejdzie jako młody Lord, Bosy, Książę Mórz… Nikt jednak nie wie, że jest prawdziwym kapitanem Hakiem.

### KsiążkaKod Królów
Rodzice Beatrycze wyjechali do Ameryki. Ona sama zamieszkała ze swoim wujem Glauko, właścicielem antykwariatu w centrum Turynu. Spędzanie dni wśród zakurzonych tomów nie należy do ciekawych zajęć. Ale gdy Audrey, kobieta z francuskim akcentem, i Zakhar, kolekcjoner książek o tajemniczym pochodzeniu, pojawią się w antykwariacie i tym samym w życiu Beatrycze i jej wuja, wszystko się zmienia. Od tego momentu obydwoje zostają wciągnięci w poszukiwanie pewnego skarbu. Muszą być jednak bardzo czujni – na tropie skarbu jest także Zakhar. A szukają rzeczy wyjątkowej – Księgi języka królów, najstarszego na świecie uniwersalnego języka. Kto ma umiejętność posługiwania się nim, potrafi samymi słowami ograniczyć siłę i moc słuchacza. Glauko i Beatrice będą musieli zapobiec temu, aby bezwzględny kolekcjoner zrealizował swój plan... Zanim będzie za późno!